# Holly Flanders
Holly Beth Flanders (Arlington, 26 dicembre 1957) è un'ex sciatrice alpina statunitense.

## Biografia
Discesista originaria di Manchester in grado di competere anche in slalom gigante e combinata, Holly Flanders ottenne il primo piazzamento di rilievo in Coppa del Mondo il 26 gennaio 1979 sulle nevi di Schruns, arrivando 10ª in discesa libera; l'anno dopo ai XIII Giochi olimpici invernali di Lake Placid 1980, sua prima presenza olimpica, fu 14ª nella discesa libera e l'8 gennaio 1981 a Pfronten salì per la prima volta sul podio in Coppa del Mondo, concludendo 3ª in discesa libera alle spalle dell'austriaca Cornelia Pröll e della svizzera Doris De Agostini.
Il 18 gennaio 1982 conquistò la prima vittoria nel massimo circuito internazionale, a Bad Gastein in discesa libera; ai successivi Mondiali di Schladming 1982 ottenne il 9º posto nella medesima specialità e in quella stagione 1981-1982 in Coppa del Mondo ottenne il suo miglior piazzamento sia nella classifica generale (12ª), sia in quella della Coppa del Mondo di discesa libera (2ª, a pari merito con Doris De Agostini, staccata di 3 punti dalla vincitrice Marie-Cécile Gros-Gaudenier). Ai XIV Giochi olimpici invernali di Lake Placid 1980, sua ultima partecipazione olimpica, fu 16ª nella discesa libera; il 3 marzo dello stesso anno conquistò l'ultimo successo di carriera in Coppa del Mondo, nonché ultimo podio, a Mont-Sainte-Anne nella medesima specialità. Ottenne l'ultimo piazzamento nel Circo bianco il 15 marzo 1986 a Vail negli Stati Uniti, chiudendo 11ª la discesa libera valida per la Coppa del Mondo.
È madre dello sciatore freestyle Alex Schlopy e zia dello sciatore alpino Erik Schlopy.

## Palmarès

### Coppa del Mondo
- Miglior piazzamento in classifica generale: 12ª nel 1982
- 6 podi (tutti in discesa libera):
  - 3 vittorie
  - 1 secondo posto
  - 2 terzi posti

#### Coppa del Mondo - vittorie
| Data             | Località         | Paese    | Specialità |
| ---------------- | ---------------- | -------- | ---------- |
| 18 gennaio 1982  | Bad Gastein      | Austria  | DH         |
| 13 febbraio 1982 | Arosa            | Svizzera | DH         |
| 3 marzo 1984     | Mont-Sainte-Anne | Canada   | DH         |

Legenda:

DH = discesa libera

### Nor-Am Cup
- Vincitrice della classifica di discesa libera nel 1978[senza fonte]

### Campionati statunitensi
- 2 medaglie (dati parziali):
  - 2 ori (discesa libera nel 1981; discesa libera nel 1985)[3]